# Ayora
Ayora è un comune spagnolo di 5 497 abitanti situato nella comunità autonoma Valenciana.